# Gazzetta di Parma
Gazzetta di Parma najstarszy do dziś istniejący regionalny dziennik włoski. Pismo istnieje od 19 kwietnia roku 1735. Obecnym jej dyrektorem jest Giuliano Molossi.
W połowie XVIII wieku minister Guillaume Du Tillot uczynił z niej organ Oświecenia. W latach 1772–1779 wydawał ją Giovan Battista Bodoni.
Faszyści przemianowali ją w 1928 roku na Corriere Emiliano, do starej nazwy powróciła jednak jeszcze w 1941 roku.